# Moriarty (Nou Mèxic)
Moriarty és una població dels Estats Units a l'estat de Nou Mèxic. Segons el cens del 2000 tenia 1.765 habitants.

## Demografia
Segons el cens del 2000, Moriarty tenia 1.765 habitants, 668 habitatges, i 478 famílies. La densitat de població era de 142,3 habitants per km².
Dels 668 habitatges en un 41,6% hi vivien nens de menys de 18 anys, en un 47,5% hi vivien parelles casades, en un 19,9% dones solteres, i en un 28,3% no eren unitats familiars. En el 24,3% dels habitatges hi vivien persones soles el 9,1% de les quals corresponia a persones de 65 anys o més que vivien soles. El nombre mitjà de persones vivint en cada habitatge era de 2,64 i el nombre mitjà de persones que vivien en cada família era de 3,12.
Per edats la població es repartia de la següent manera: un 33,6% tenia menys de 18 anys, un 7,4% entre 18 i 24, un 28,3% entre 25 i 44, un 20% de 45 a 60 i un 10,8% 65 anys o més.
L'edat mediana era de 32 anys. Per cada 100 dones de 18 o més anys hi havia 85,2 homes.
La renda mediana per habitatge era de 25.150 $ i la renda mediana per família de 31.957 $. Els homes tenien una renda mediana de 24.345 $ mentre que les dones 20.000 $. La renda per capita de la població era de 13.640 $. Aproximadament el 13,3% de les famílies i el 18% de la població estaven per davall del llindar de pobresa.

## Poblacions més properes
El següent diagrama mostra les poblacions més properes.